# Populus ilicifolia
Populus ilicifolia (tiếng Anh: Tana River Poplar, nghĩa là "dương sông Tana") là một loài dương thuộc họ Salicaceae. Loài này có ở Kenya và Tanzania từ 1° vĩ bắc đến 3° vĩ nam, 37° vĩ đông đến 41° độ vĩ đông, ở độ cao 10–1.200 m; đây là loài cực nam trên thế giới của chi Dương. Chúng hiện đang bị đe dọa vì mất môi trường sống.
Đây là một cây gỗ thường xanh cao tới 30 m với đường kính thân cây có thể đạt tới 1,5 m.